# Голубянка Шамиль
Голубянка Шамиль (лат. Polyommatus (Agrodiaetus) shamil ) — вид бабочек из семейства голубянки.

## Этимология
Шамиль — имам Дагестана и Чечни в XIX веке, организатор борьбы горцев за независимость.

## Ареал и места обитания
Восточный Азербайджан, горная часть Дагестана (окрестности селений Гуниб, Хунзах, Ахты, Дарги, Леваши и др., хребет Чонкатау).
Бабочки локально населяют горные степные склоны с сухолюбивыми кустарниками, каменистые, остепненные и другие ксерофитные горные степи на высотах от 300 до 1800 метров над уровнем моря.

## Биология
За год развивается одно поколение. Время лёта наблюдается с начала июня до первой декады сентября. Пик лёта приходится на конец июля — начало августа. Полёт быстрый. Бабочки питаются на цветках различных растений. Активны примерно с 7.30 до 15.00, во второй половине дня — «отдыхают» на цветах или на влажных участках. На ночной покой устраиваются на стеблях трав, располагаясь головой вниз. Самцы иногда собираются по берегам луж и ручьев на влажной почве. Яйца откладываются самкой по-штучно на листья и стебли ксантобрихиса Боброва (Xanthobrychis (=Onobrychis) bobrovii) и астрагала короткоплодного (Astragalus brachicarpus). Зимуют гусеницы первого-второго возраста. Окукливаются в верхнем слое почвы.